# Биссусовая железа
Биссусовая железа — орган (разновидность ножной железы), располагающийся в ноге многих двустворчатых моллюсков и служащий для выработки органического вещества (биссуса) в форме нитей очень высокой прочности, предназначенных для прикрепления животного к субстрату. Орган гомологичен подошвенной железе брюхоногих моллюсков. У некоторых из двустворчатых моллюсков, как, например, у пресноводных видов унионид (сем. Unionidae), биссусовая железа функционирует только на личиночной стадии. Состоят нити из задубленного белка, который, по старым данным,  сходен с конхиолином раковины моллюсков или с фибрином шёлка членистоногих. По новым геномным данным, белки биссуса относятся к семейству коллагенов, хотя некоторые из них и содержат фиброиноподобные домены. Белковый материал выделяется биссусовой железой в жидкой форме, затвердевая в виде нитей уже после попадания в воду. У моллюсков рода Pinna такие нити могут достигать длины до 20 см, их толщина при этом составляет 18—70 мкм. Цвет нитей — желтоватый или бурый. Нити из биссуса применялись в древности и в средневековье для изготовления драгоценной ткани — виссона.